# Zelandija
Zelandija, Tasmantis ili Novozelandski kontinent (eng. Zealandia, Tasmantis, New Zealand continent) je potopljeni mikrokontinent koji je potonuo nakon što se odlomio od Australije 85 – 60 milijuna godina pr. Kr., odnosno nakon što se australsko-zelandski kontinent odvojio od Antarktika prije 130 – 80 milijuna godina pr. Kr. Vjerojatno je potpuno potonuo oko 23 milijuna godina prije Krista te je danas najveći dio njega (93%) pod Tihim oceanom.